# Buprestis apricans
Buprestis apricans är en skalbaggsart som beskrevs av Herbst 1801. Buprestis apricans ingår i släktet Buprestis och familjen praktbaggar. Inga underarter finns listade i Catalogue of Life.